# Rockstar Advanced Game Engine
Rockstar Advanced Game Engine o RAGE es un motor de videojuego desarrollado por Rockstar San Diego. Desde su implantación en 2006 ha sido el motor de los juegos de Rockstar en MacOS, Microsoft Windows, PlayStation 3, PlayStation 4, PlayStation 5, Wii, Nintendo Switch, Xbox 360, Xbox One, Xbox Series X|S y GNU/Linux incluyendo Grand Theft Auto IV, Red Dead Redemption, Max Payne 3, Grand Theft Auto V y Red Dead Redemption 2.

## Creación

Logo de RAGE Technology Group.

Es un motor de juego creado por un pequeño equipo llamado "Grupo de Tecnología RAGE" en el desarrollador de videojuegos Rockstar San Diego con las contribuciones de Rockstar North. Este motor es de código cerrado y se necesita autorización de Rockstar para obtener una licencia. Rockstar ha desarrollado el motor para facilitar el desarrollo de sus videojuegos en PC y para las consolas PlayStation 3, Wii y Xbox 360. El motor base es el Angel Game Engine desarrollado por Rockstar San Diego para su uso en la sexta generación de la consola en la serie Midnight Club y varios otros juegos de Rockstar San Diego como Red Dead Revolver o Smuggler's Run.
Previamente a la creación de RAGE, Rockstar basaba sus juegos en el motor RenderWare, incluyendo todos los Grand Theft Auto anteriores a la saga Stories, la saga de Manhunt, The Warriors y Bully. El desarrollo de RAGE comenzó en 2004 debido a la adquisición de Criterion (la empresa detrás de RenderWare) por parte del conglomerado Electronic Arts.
Por último, Rockstar decidió no volver a utilizar el motor RenderWare debido a una cláusula en el contrato de EA.
Cabe señalar que algunos videojuegos de Rockstar posterior a la salida de RAGE aún siguieron usando distintos motores, como Bully: Scholarship Edition que usaba el motor Gamebryo o Grand Theft Auto: The Trilogy - The Definitive Edition que utiliza el motor de Unreal Engine.

## Videojuegos que utilizan RAGE
- Rockstar Games Presents Table Tennis
- Grand Theft Auto IV
- Midnight Club: Los Angeles
- Grand Theft Auto IV: The Lost and Damned
- Grand Theft Auto: The Ballad of Gay Tony
- Red Dead Redemption
- Red Dead Redemption: Undead Nightmare
- L.A. Noire
- Max Payne 3
- Grand Theft Auto V
- Grand Theft Auto Online
- Red Dead Redemption 2
- Red Dead Online
- Grand Theft Auto VI